# Царь скорпионов 4: Утерянный трон
«Царь скорпионов 4: Утерянный трон» (англ. The Scorpion King 4: Quest for Power) — фэнтезийный приключенческий фильм режиссёра Майка Эллиота. Сиквел фильмов «Царь скорпионов», «Царь скорпионов 2: Восхождение воина» и «Царь скорпионов 3: Книга мёртвых», и второй фильм, в котором главную роль играет Виктор Вебстер, сменивший Дуэйна Джонсона. Вышел 6 января 2015 года сразу на видео. Это седьмой фильм в серии фильмов «Мумия».

## Сюжет
Метаяс и его партнер Дразен (находящийся под опекой аккадца) проникают во дворец Скизурры, чтобы найти и заполучить артефакт, известный как Урна королей, для короля Заккура из Аль-Морада. В процессе их обнаруживают, и завязывается короткая драка, в которой выясняется, что Дразен был предателем, который действительно охотился за Урной.
Метаяс возвращается к Заккуру, который говорит ему, что надпись на Урне укажет способ использования сил лорда Алкамана, могущественного колдуна, который когда-то контролировал весь известный мир. По указанию короля Метаяс следует за Дразеном в королевство Норвания в Северных лесах, чтобы заключить мирный договор. Дразен отдает урну своему отцу, королю Яннику, который разбивает ее, чтобы получить Золотой ключ лорда Алкамана, на котором написана настоящая надпись.
Метаяс прибывает в Норванию, и к нему пристает королевская стража. Солдаты не могут победить Метаяса, который позволяет арестовать себя, чтобы войти в королевский замок. В тюрьме Метаяс встречает другую сокамерницу, Валину Раскову, которая убеждает Метаяса заплатить ей за встречу с королем. Она объясняет, что является представителем оригинальной королевской родословной, и Дразен хочет закрепить приход своего отца к власти ее публичной казнью. Появляется Дразен с охраной и подвергает Метаяса пыткам, подозревая, что его мирный договор является притворством. Однако король Янник верит Метаясу, освобождает его и приглашает на банкет. Дразен убивает своего отца черными скорпионами и винит в этом Матаюса.Перед смертью Янник дает Ключ Метаясу, который сопротивляется захвату и бежит вместе с Валиной, которая симулировала болезнь, чтобы сбежать из своей камеры, используя возникший хаос, чтобы покинуть замок.
При этом Метаяс получает ранение от стрелы в плечо (как и во время битвы с королем Мемноном). Пара отправляется к отцу Валины, Сорреллу Раскову, эксцентричному ученому и изобретателю, который не желает вернуть себе место правителя. Соррелл может прочитать надпись на ключе, в которой говорится, что они должны найти спрятанный дворец в Гленрроссовии, чтобы найти корону Алкамана, которая позволит им править миром. Приходит Дразен, берет ключ, поджигает дом и оставляет их умирать.
Герои сбегают и отправляются в Гленрроссовию, где Дразен терроризирует жителей деревни, чтобы найти дворец. Поручив местному мальчику украсть ключ, они относят его в Храм Богини под председательством Верховной Жрицы Феминины. Они обнаруживают, что Ключ вставляется в символическое отверстие в статуе Богини, расположенной в подземном святилище Храма. Святилище пробивается сквозь землю, обнажая витражи, показывающие следующее направление путешествия.
Валина находит своего друга Роланда из темницы, и он присоединяется к их отряду. Они просят у Горака карту Тугаринского леса, на которой дворец Алкамана спрятан в горе и охраняется драконом. Он отдает его им после того, как Валина побеждает Чанкару в драке. По пути через лес их захватывает племя пигмеев, в котором есть один великан. Брат Онус - вождь, который пытается принести их в жертву паукообразным «лесным существам». Но рев Метаяса заставляет существ отступить, а племя обнять их. Несмотря на предупреждения зверя, герои направляются к горе, где обнаруживают, что дракон на самом деле представляет собой механическое изобретение.
Наконец они прибывают во дворец Алкамана и открывают потайную дверь в гору. Роланд оказывается предателем, работающим на Дразена, люди которого окружают и заполняют тронный зал Алкамана. Метаяс и Валина сражаются с нападающими, но Соррелл получает смертельную рану от Дразена. Вооружившись записями Соррелла, Метаяс углубляется во дворец Алкамана, оснащенный ловушками, которые убивают тех, кто с Дразеном, и находит Корону Алкамана, полагая, что ее сила - единственная надежда на исцеление Соррелла. Надев его, он объят пламенем, но не горит. Когда он готовится вернуться к своим товарищам, Дразен побеждает его и забирает корону. Дразен признан недостойным, и Корона замораживает его до смерти. Метаяс разбивает замороженное тело Дразена и использует корону, чтобы оживить Соррелла, который наконец-то поверил в магию.
Группа покидает гору и запечатывает дверь с Ключом и Короной внутри, говоря остальным людям Дразена, что сила лорда Алкамана была всего лишь мифом. Соррелл снова коронован королем, но отдает свою корону Валине, которая обещает построить королевство, основанное на «науке и математике, истине и разуме и совсем немного магии».
Во время титров Метаяс освобождается от службы королю Заккуру, который позволил ему остаться с королевой Валиной на ее службе. Валина и Метаяс целуются, поскольку Горак и Чанкара также присутствуют на ужине.

## В ролях
- Виктор Вебстер — Матеяс
- Уилл Кемп — Дрейзен
- Рутгер Хауэр — царь Заккур
- Майкл Бьен — царь Янник
- Эллен Холлман — Валина
- Лу Ферриньо — царь Скизурра
- Дон Уилсон — Гизан

## Выход и отзывы
Фильм вышел сразу на видеоносителях без предварительного кинопроката 6 января 2015 года. Он получил негативные отзывы, но более положительные, нежели его предшественники.. Чэд Круз в своем обзоре отметил, что фильм весьма посредственный, но дал положительную оценку игре Уилла Кемпа, который сыграл в фильме главную отрицательную роль.

## Продолжение
Пятый фильм под названием «Царь скорпионов 5: Книга душ» был выпущен в 2018 году. Зак Макгоуэн заменил Виктора Вебстера в роли Метаяса. В фильме был задействован совершенно новый актерский состав, в том числе Перл Туси, Кэти Сондерс, Нейтан Джонс и Питер Менса. Режиссером картины выступил Дон Майкл Пол.